# 김규진 (1988년)
김규진(金奎珍, 1988년 10월 30일 ~ )은 대한민국의 시민활동가이며, 제9대 서울특별시 서대문구의원이다.

## 학력
- 연세대학교 교육학과 박사과정 수료

## 경력
- 대통령직속 국가교육회의 청년특별위원회 위원
- 사단법인 꿈지락네트워크 대표
- 2024.04 ~ 제9대 서울특별시 서대문구의회 의원
- 2024.04 ~ 2024.07 제9대 서울특별시 서대문구의회 재정건설위원회위원회 위원
- 2024.07 ~ 제9대 서울특별시 서대문구의회 후반기 재정건설위원회 부위원장
- 2024.07 ~ 제9대 서울특별시 서대문구의회 후반기 예산결산특별위원회 위원

## 역대 선거 결과
| 실시년도 | 선거        | 대수 | 직책   | 선거구                    | 정당         | 득표수   | 득표율          | 순위 | 당락 | 비고           |
| -------- | ----------- | ---- | ------ | ------------------------- | ------------ | -------- | --------------- | ---- | ---- | -------------- |
| 2024년   | 4·10 재보선 | 9대  | 구의원 | 서울 서대문구 (나 선거구) | 더불어민주당 | 11,561표 | \| \| 57.04% \| | 1위  |      | 초선, 민선 8기 |
|          | 57.04%      |      |        |                           |              |          |                 |      |      |                |